# Godhet

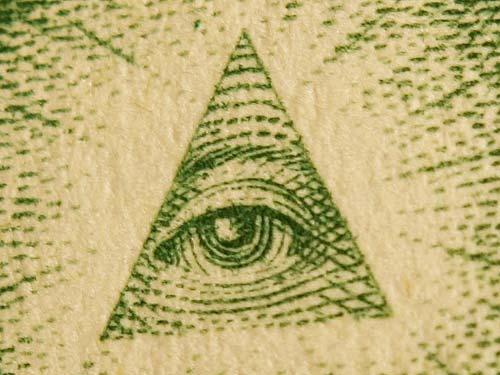
Inom de abrahamitiska religionerna - judendom, kristendom och islam, brukar godheten representeras av Gud.

Godhet är ett filosofiskt och religiöst begrepp som är motsatsen till ondska och kan beteckna det som är moraliskt rätt.

## Filosofiska och religiösa perspektiv
inom filosofi och etik diskuteras godhet som ett grundläggande koncept som ett moraliskt handlande. Vissa filosofiska riktningar, såsom utilitarism, kopplar godhet till handlingar som maximerar lycka och välbefinnande. Andra, såsom deontologi, ser godhet som en inneboende egenskap hos vissa handlingar, oberoende av deras konsekvenser.
Inom religion kan godhet ofta förknippas med gudomliga egenskaper. I de abrahamitiska religionerna)judendom, kristendom och islam) representeras godheten av Gud och ses som en vägledning för moraliskt liv.

## Godhet och praktik
Godhet kan uttryckas genom altruism, där individer handlar osjälviskt för att hjälpa andra. som kan kopplas till heder, humanism och andra etiska värderingar som betonar respekt och rättvisa i samhället.